# Giuseppe Rosaroll
Giuseppe Maria Rosaroll-Scorza (d'origine Suisse, né à Naples le 16 septembre 1775 et mort à Nauplie le 2 décembre 1825) est un général et patriote napolitain, rédacteur de plusieurs traités militaires, d'abord général de l'armée des Deux-Siciles, il est enfin tombé au combat pour la Grèce lors de la guerre d'indépendance grecque. Il est en outre le père du patriote Cesare Rosaroll.

## Biographie
Né d'une famille d'origine suisse, il a commencé sa carrière militaire comme cadet dans l'armée napolitaine des Deux-Siciles en 1793. En 1799, il rejoint la République napolitaine et est nommé capitaine. Capturé par les sanfédistes à Castel Nuovo et condamné à mort, il parvient à s'échapper en se réfugiant en France. 
Il revient en Italie avec Napoléon Bonaparte dans les rangs de la Légion italienne ; il a combattu à Marengo, puis a rejoint l'armée de la République cisalpine. À Milan, il a écrit un célèbre traité sur l'art de l'escrime. Il revient à Naples avec le général Masséna en 1806. Pour sa conduite courageuse dans la campagne sicilienne de 1811 avec Joachim Murat, il obtient en 1812 le grade de maréchal de camp et devient baron. Il a ensuite participé avec Joachim Murat à la campagne de Russie.
Après la Restauration (1815), Ferdinand de Bourbon lui donne  le commandement d'une brigade, puis de la 1re division de Messine. Durant cette période, il a rédigé de nombreux traités de technique militaire. En tant que commandant de la place de Messine en mars 1821, selon le jugement de Pietro Colletta « ivre de liberté et d'une nature imaginative et extrême », il a essayé d'organiser les forces militaires des Deux-Siciles stationnées, en Sicile, et en Calabre, pour qu'elles opposent une résistance extrême aux troupes autrichiennes qui entrent dans le royaume des Deux-Siciles pour réprimer la révolte constitutionnelle de 1820. Contraint de fuir, et condamné à mort par contumace (arrêt du 27 février 1823), il a fui en Espagne où il a combattu du côté des constitutionnels (1822-1823). Lorsque, au printemps 1823, la révolution espagnole est étouffée par l'armée française, Giuseppe Rosaroll se rend d'abord en Angleterre, puis en Grèce, pour aider les Grecs dans leur lutte pour l'indépendance. Il mourut au combat du typhus comme simple soldat, avant même d'obtenir un commandement dans l'armée révolutionnaire grecque que son ami Theodoros Kolokotronis souhaitait lui faire obtenir.
Son fils Cesare est également mort en combattant pour la liberté, à Venise en 1849.

## Ouvrages
- Giuseppe Rosaroll Scorza, La science de l'escrime dévoilée par les deux amis le Baron Rosaroll Scorza commandant de l'Ordre royal des Deux-Siciles, maréchal, etc. et Pietro Grisetti chef de bataillon du 1er régiment d'artillerie . Naples: Stamperia Reale, 1814
- Giuseppe Rosaroll Scorza, Escrime de la baïonnette. Par le baron Rosaroll Scorza, commandant de l'Ordre royal des Deux-Siciles, maréchal, etc. . Naples: d'après l'imprimerie des frères Fernandes, route Ponte de Tappia, n. 18, 1818
- Giuseppe Rosaroll Scorza, Escrime de la baïonnette, du Baron Rosaroll Scorza . Naples: imprimerie Fernandes Frères, 1818